# 小西行長
小西 行長（こにし ゆきなが）は、戦国時代から安土桃山時代にかけての武将、大名。肥後宇土城主。アウグスティヌスの洗礼名を持つキリシタン大名でもある。
当初は宇喜多氏に仕え、後に豊臣秀吉の家臣となる。文禄・慶長の役では女婿・宗義智らと共に主要な働きをし、序盤の漢城府占領の際には加藤清正と先陣の功を争った。関ヶ原の戦いでは西軍の将として奮戦したが、敗北して捕縛された。自殺を禁じられたキリシタンであったので、切腹を拒否して斬首された。

## 生涯
永禄元年（1558年）、泉州堺の商人・小西隆佐の次男として京都で生まれた。
はじめ備前福岡の豪商・阿部善定の手代であった源六（後に岡山下之町へ出て呉服商をしていた魚屋九郎右衛門）の養子となり、商売のために度々宇喜多直家の元を訪れていたが、その際に直家に才能を見出されて抜擢されて武士となり、家臣として仕えた。織田氏の家臣・羽柴秀吉が三木城攻めを行っている際、直家から使者として秀吉の下へ使わされた。この時、秀吉からその才知を気に入られ、臣下となる。

### 秀吉近臣時代
豊臣政権内では舟奉行に任命され、水軍を率いた。天正13年（1585年）には摂津守に任ぜられ、また豊臣姓を名乗ることを許される。同年の紀州征伐では、水軍を率いて参戦したが、雑賀衆の抵抗を受けて敗退したといわれている。また一方で、太田城の水攻めでは、安宅船や大砲も動員して攻撃し、開城のきっかけを作ったともいわれている。
天正13年（1585年）、小豆島で1万石を与えられた。
これに前後して、天正12年（1584年）には高山右近の後押しもあって洗礼を受けキリシタンとなる。小豆島ではグレゴリオ・デ・セスペデスを招いてキリスト教の布教を行い、島の田畑の開発を積極的に行った。また、天正15年（1587年）のバテレン追放令の際に改易となった右近を島に匿い、秀吉に諫言している。
天正14年（1586年）10月頃より摂津守を名乗り､没するまで摂津守を名乗ることになるが､天正15年（1587年）3月から5月の時期のみ日向守を名乗っている。

### 宇土城主時代
天正15年（1587年）の九州平定、天正16年（1588年）の肥後国人一揆の討伐に功をあげ、肥後国の南半国宇土、益城、八代の三郡20万石あまりを与えられた。
天正17年（1589年）、宇土古城の東の地（現在の熊本県宇土市古城町）に新たな宇土城を築城し、本拠とした。小丘陵の城山の頂上に本丸、西に二の丸・堀と石垣三の丸を配し、それぞれを堀と石垣で囲んだ近世城郭であった。鎌倉時代末期に宇土氏によって築かれた宇土古城とともにみると、鶴が翼を広げているように見えたことから「鶴の城」の異名を持つ。
この宇土城普請に従わなかった天草五人衆とは戦になり（天草国人一揆）、これを加藤清正らとともに平定。天草1万石あまりも所領とした。秀吉は、後の朝鮮出兵を視野に入れて、水軍を統率する行長を肥後に封じたという。
このころ天草は人口3万の2/3にあたる2万3千がキリシタンであり、60人あまりの神父、30の教会が存在したという。志岐氏の所領である志岐には宣教師の要請によって画家でもあるイタリア人修道士（イルマン）ジョバンニ・ニコラオが派遣され、ニコラオの指導下で聖像学校が営まれ、油絵、水彩画、銅版画が教えられ聖画・聖像の製作、パイプオルガンや時計などの製作が行われていた。学校は後の文禄3年（1594年）、有馬半島八良尾のセミナリオと合併し、規模を拡大したが、これらイエズス会の活動に行長は援助を与え保護した。
行長の宇土城は水城として優れた機能を持っていたというが、秀吉の意を受け、相良氏統治時代からこの地域の海外貿易の中心地であった八代（徳淵津）にも、麦島城を築城して水利を強化し、重臣の小西行重を城代として配置した。行長は従来の山頂にあった古麓城を廃して、麦島城を球磨川と八代海に面する河口の島に建て、堀から外水を引きれて浮城としたので、直接、船で出入りできた。このほか隈庄城、木山城、矢部城、愛藤寺城を支城とし、隈庄城に弟の小西主殿介、愛籐寺城に結城弥平次ら一族重臣を城代に任じている。また高山右近の旧臣（キリシタン）が多く家臣に取り立てられた。
しかし、残りの肥後北半国を領した清正とは次第に確執を深めることになった（後述）。

### 文禄・慶長の役

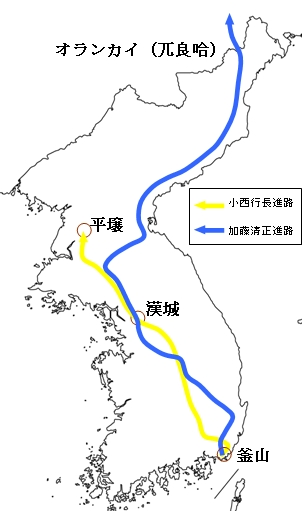
文禄の役における小西行長の進路（黄線）

文禄元年（1592年）からの文禄の役に際しては、行長と加藤清正の両名が年来先鋒となることを希望していたが、秀吉は行長を先鋒として、清正は2番手とした。出陣に際して秀吉より大黒の馬を贈られている。戦端が開かれると釜山の攻略を皮切りに、次々と朝鮮軍を破り（釜山鎮の戦い、東萊城の戦い、尚州の戦い、忠州の戦い）、清正に先んじて漢城（現在のソウル特別市）を占領し、さらに北進を続け平壌の攻略を果たす（大同江の戦い）。この間、行長は度々朝鮮側に対して交渉による解決を呼び掛けているが、何れも朝鮮側が拒絶または黙殺している。その後、平壌奪還を図った祖承訓率いる明軍の攻撃を撃退した。この平壌の戦いでは弟・小西与七郎と従兄弟・小西アントニオ、一門の日比谷アゴストのほかに著名な者の戦死者はなかった。その後、この明軍に対して講和を呼び掛け、50日間の休戦と講和交渉の同意を取り付けた。次に朝鮮軍が平壌を攻撃したがこれも撃退する。
行長は休戦期日を過ぎても講和交渉の明側の返答を待ち続けていたが、この間、明では李如松率いる4万余の朝鮮派遣軍を編成し、平壌に向かって進行していた。文禄2年（1593年）1月に明軍による平壌攻撃が行われると、抗しきれず漢城まで退却する。同年5月に島津忠辰が仮病を使って出陣を拒否し改易された際には身柄を預かるなど、国内でも活動した。
漢城周辺の日本軍は、進撃してきた明軍を碧蹄館の戦いで破った（このとき行長軍は漢城に駐留）。その後、戦意を喪失した明軍と兵糧不足に悩む日本軍との間に講和交渉が開始される。行長は石田三成と共に明との講和交渉に携わり、明側の講和担当者・沈惟敬らと共謀し、秀吉には明が降伏すると偽り、明には秀吉が降伏すると偽って講和を結ぼうとしたといわれる。この時、行長家臣の内藤如安（明側の史料では小西飛騨）が日本側の使者として明の都・北京に向かった。
この結果、明の使者が秀吉を日本国王に封じる旨を記した書と金印を携えて来日する事になった。冊封の内容はアルタン・ハーンのものを先例とし、順化王の王号と金印を授与するものであった（秀吉の王冊封以外にも宇喜多秀家、小西行長、増田長盛、石田三成、大谷吉継ら和平派諸将が大都督、前田利家、徳川家康、上杉景勝らが地方の都督指揮に任じられる）。これは明の臣下になることを意味するもので、秀吉が求めていた講和条件は何ら含まれないものだった。これを秀吉に報告する段階で行長は、書を読み上げる西笑承兌に内容をごまかすよう依頼したが、承兌は書の内容を正しく秀吉に伝えた。このため講和は破綻し、交渉の主導者だった行長は秀吉の強い怒りを買い、死を命じられるが、承兌や前田利家、淀殿らのとりなしにより一命を救われる。
慶長2年（1597年）からの慶長の役でも再び出兵を命じられ、特に講和交渉における不忠義の埋め合わせのため武功を立てて罪を償うよう厳命されて朝鮮へ進攻する。漆川梁海戦で朝鮮水軍を殲滅し、南原の攻略戦（南原城の戦い）に参加後、全州を占領し全羅道方面を制圧した後、順天倭城に在番。翌慶長3年（1598年）9月末から10月初めにかけて行われた順天倭城の戦いでは、戦いに先立って明将・劉綎から講和が持ちかけられ、行長はこれに応じて交渉に臨もうと城を出たが、これは行長を捕縛しようとする明側の謀略であった。この謀略は明側の不手際のため寸前のところで窮地を脱し城内に駆け込んで籠城することができた。続いて明・朝鮮軍による水陸からの攻撃が開始されたが、これを撃退する。その後、秀吉死去による帰国方針が伝えられ、明軍と交渉して円滑な帰国を認める旨の同意を取り付けた。しかし、朝鮮水軍の李舜臣の反対で、海上封鎖による帰国妨害が続けられたが、立花宗茂、島津義弘等の救援により無事帰国することができた。
なお、文禄の役の際の進軍、戦闘の模様は従軍僧・天荊の『西征日記』に詳しく記されている。

### 関ヶ原

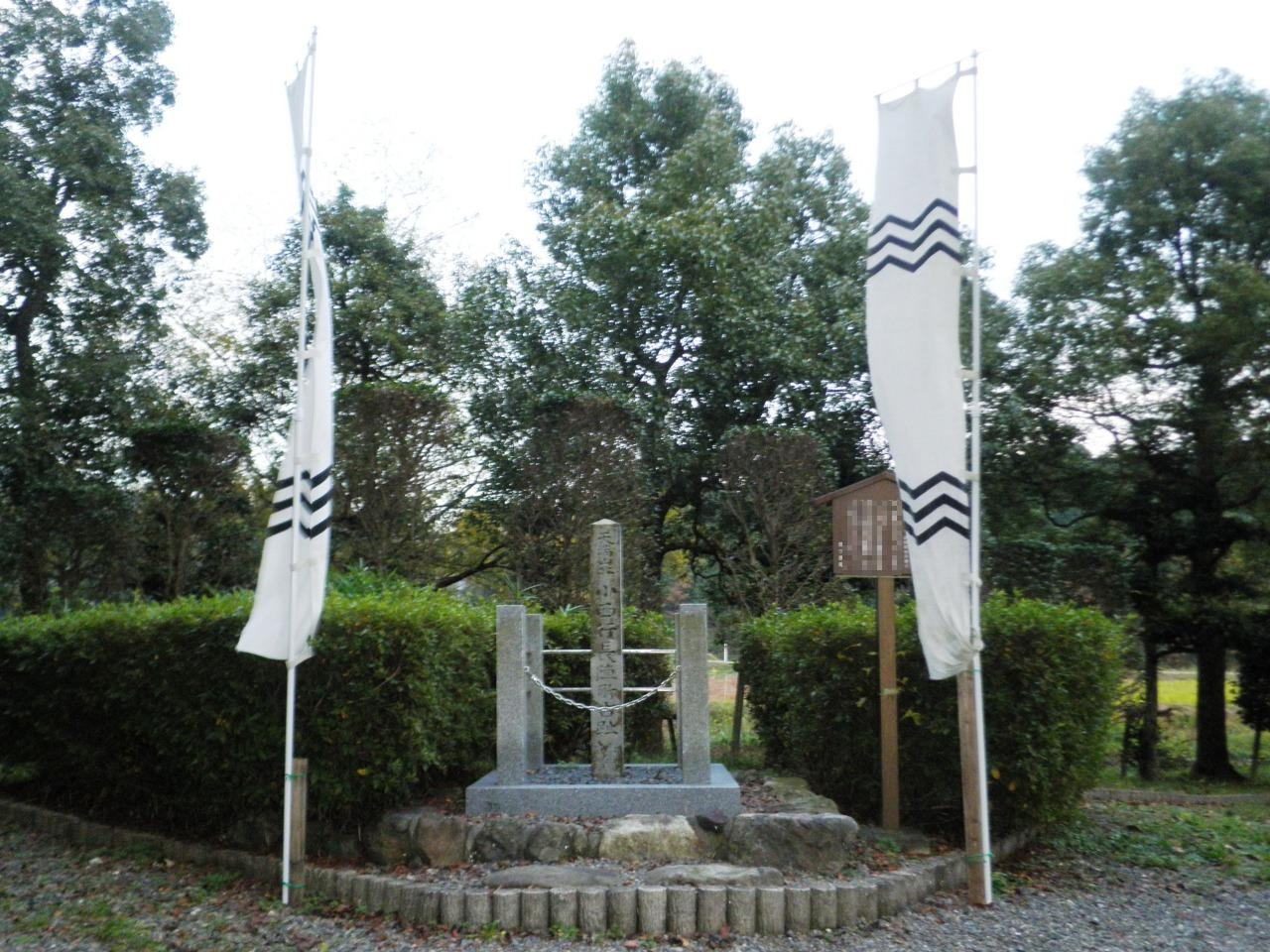
関ヶ原の戦いの小西行長陣跡（岐阜県不破郡関ケ原町）

慶長3年（1598年）8月に秀吉が死去すると、行長は12月に帰国する。その後は寺沢広高とともに徳川家康の取次役を勤めるなど、むしろ家康との距離を近づけているが、慶長5年（1600年）の家康による会津征伐に際しては上方への残留を命じられた。しかし、その後に起こった関ヶ原の戦いでは、石田三成に呼応し西軍の将として参戦する。
9月15日の関ヶ原本戦では、東軍の田中吉政、筒井定次らの部隊と交戦して奮戦する。しかし小早川秀秋らの裏切りで大谷吉継隊が壊滅すると、続いて小西隊・宇喜多隊も崩れ、行長は伊吹山中に逃れた。9月19日、関ヶ原の庄屋・林蔵主に匿われた。行長は自らを捕縛して褒美をもらうように林蔵主に薦めたが、林はこれを受けず、竹中重門家臣の伊藤源左衛門・山田杢之丞両名に事情を話し、共々行長を護衛して草津の村越直吉の陣に連れて行った。
10月1日に市中引き回しの後、六条河原において石田三成・安国寺恵瓊と共に斬首された。その際、行長はキリシタンであったので、浄土門の僧侶によって頭上に経文を置かれることを拒絶し、ポルトガル王妃から贈られたキリストとマリアのイコンを掲げて3度頭上に戴いた後に首を打たれたと伝えられる。処刑後、首は徳川方によって三条大橋に晒された。死に臨んで告解の秘蹟を同じキリシタンであった黒田長政に依頼したが、家康の命もあって断られ、処刑当日も司祭が秘蹟を行おうとしたが、接近を許されなかった。イエズス会側の史料によると、行長の遺体は教会に引き取られた後で改めて秘蹟を受けてカトリック式で葬られたというが、どこに埋葬されたのかはわかっていない。教皇クレメンス8世は行長の死を惜しんだと言われる。行長が亡くなってから7年後の1607年、イタリアのジェノバでは行長を主人公とする音楽劇が作られている。

## 人物

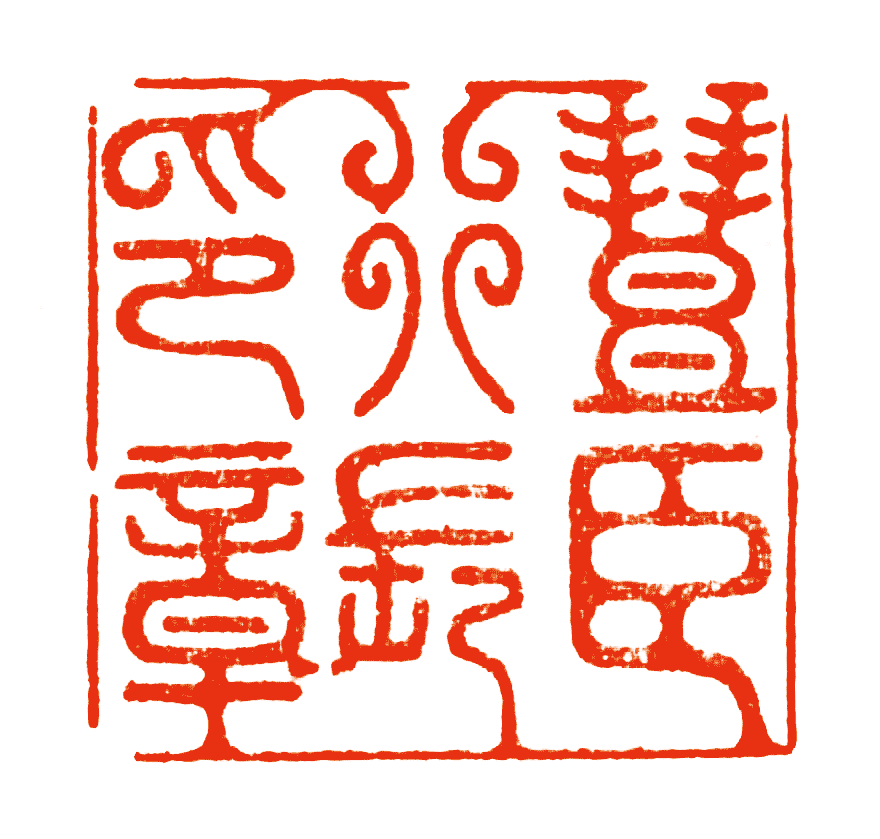
豊臣行長印章（播磨国龍野藩医・中井伯元家蔵）。行長が朝鮮で作らせた牙章（象牙の印鑑の意）。

- 明に講和の文書を出した際「大将摂津州前司小西秘書少監豊臣行長」と書いている。詐称説もあるが、現存する五山版『春秋経伝集解』荘公第三の巻に内題の下に「豊臣行長」の印が押されたものが発見されており、豊臣姓を下賜されていた可能性がある。

### 加藤清正との対立
- 領地が互いに隣接していたため、常に境界線をめぐって争ったといわれている。渡辺玄察（わたなべ・げんさい）「収拾昔語」には、はじめ両者の関係は良好であったが、領地境界となった緑川の水利をめぐって次第に対立するようになったこと、土地の相続をめぐる争論が行長に対して有利な裁定が下されることが多く、清正の遺恨が募っていったことなどがあげられている。
- 清正が熱心な日蓮宗信者であったのに対し、行長が熱心なキリシタンであったことも対立の一因を成したという。例えば天正17年（1589年）の天草五人衆の反乱の際、キリシタンの多い天草衆に対して行長は事態を穏便に済ませようとしたが、清正の強引な出兵・介入が原因で武力征伐に踏み切らざるを得なくなったという経緯がある。
- 清正からは文治派のひとりと見なされて、「薬問屋の小倅」と侮られたという。その反発として行長は、朝鮮出兵のとき、軍旗として当時の薬袋である紙の袋に朱の丸をつけたものを使用したという。
- 文禄の役の際の漢城攻めでは、どちらが先に一番乗りするかを争い、行長が一日の差で清正を出し抜いたという。
- 李氏朝鮮に配下の要時羅（家臣・梯七太夫のこと）を派遣して清正軍の上陸時期を密告し、清正を討ち取るよう働きかけた。李氏朝鮮は李舜臣に攻撃を命じたが、李は罠だと思い攻撃を躊躇ったために陰謀は失敗した（柳成龍『懲毖録』[注釈 8]）。
- 文禄・慶長の役を通じて、清正と作戦や講和の方針をめぐって対立するなど、後に武断派と対立する一因を成した。一方で、朝鮮における行長と清正の対立が深刻化するのは、天正20年（1592年）5月の漢城占領を受けて策定された八道国割によって行長と清正に対して別の方針が示された後であり、それ以前の日本国内外における行長と清正の対立に関する逸話の多くは後世の創作であるとする説もある[12]。

## 家族・子孫
- 祖父：小西行正
- 父：小西隆佐
- 養父：阿部善定の手代であった源六（後に岡山下之町へ出て呉服商をしていた魚屋九郎右衛門）[4]。
- 母：ワクサ - 熱心なキリシタンで洗礼名はマグダレーナ。秀吉の正室・寧々に仕えたといわれるが不詳。
- 正室：菊姫 - 夫と同様に熱心なキリシタンで霊名はジュスタ（宇喜多家資料より）。
- 側室：立野殿 - のち島津忠清室。霊名カタリナ。
- 子
  - 小西兵庫頭 - 菊姫との間の子。
  - 小西秀貞（与助） - 子孫あり。
  - 小西兵右衛門 - 立野殿との間の子。子孫あり。
  - 小西宇右衛門
  - 浅山弥左衛門：末子。小西家改易後は加藤・有馬家に仕え、島原の乱の際に黒田忠之に召し抱えられる（禄高は1300石）。子孫あり。
  - 娘：妙（たえ、宗義智正室） - 関ヶ原の戦い後直ちに離縁・対馬から追放された。追放後は長崎の修道院に匿われていたが間もなく家康によって大赦される。慶長10年（1605年）に病没。 霊名マリア。
  - 娘：小西弥左衛門の妻 - 菊姫との間の子。霊名カタリナ。
  - 猶子：ジュリアおたあ - ジュリアは霊名、おたあは日本名。文禄の役の際に連れて帰った朝鮮人女子。
- 孫：マンショ小西 - 宗義智と妙の間の子。江戸時代最後の日本人司祭（殉教）。
- 孫：小川宗春 - 小西宇右衛門の子。江戸の医師。

このほか天草四郎が行長の次男の子という説もあるが、詳細は不明である。
- 兄
  - 小西如清 - 堺代官。霊名ベント。
  - 小西主殿介 - 生年不明で弟ともされる。名は不明で、主殿介は官途（主殿助ともする）。霊名ペドロ。
- 弟
  - 小西行景 - 宇土城代、知行5千石。子孫あり。霊名ジョアン。
  - 小西与七郎 - 知行2千石。文禄3年（1594年）5月明の講和使節沈惟敬が来日した際「唐便萬事用所等承り、相調可申添奉行」として小西家中から結城弥平次とともに選ばれた。慶長の役の際朝鮮において日比屋了珪の孫・アゴスト、行長の従兄弟・アントニオと共に討死した。霊名ルイス。別説にジアンとも。
- 妹
  - 伊丹屋宗付の妻 - 霊名ルシア。
- 一門
  - 小西治右衛門 - 行長の叔父（隆佐の兄弟）
  - 小西アントニオ - 一門衆。行長の従兄弟。
  - 小西弥左衛門 - 日比屋了荷と小西行重の娘（霊名アガタ）の間の子。行長の娘婿。寛永4年（1627年）、マカオに追放され、同年同地で死去。霊名レオン。
- 子孫
  - 小西得郎 - 著書で子孫と書いている[13]。
  - 小西増太郎 - 得郎の父

## 家臣
- 家老
  - 小西行重 - 小西三家老の一人。本名・木戸作右衛門。霊名ディエゴ（もしくはヤコブ）。知行2千石。麦島城代。
  - 内藤忠俊 - 小西行長の重臣。霊名ジョアン（如安）。
  - 加藤吉成 - 家老。永禄11年（1568年）- 寛永10年（1633年）5月25日。内匠。図書。加藤重徳の子。黒田一成の兄。関ヶ原の戦いの後、浪人を経て黒田長政の家臣となる。
- 城代
  - 日比屋了荷 - 天文23年（1554年）- ?。通称・兵右衛門。志岐城代。堺の日比屋了珪と奈良屋宗井の娘（霊名イネス）の間の子。天草の統治を任され、同地でイエズス会の活動に対して保護を加えた。 霊名ヴィセンテ。
  - 結城弥平次 - 愛藤寺城城代。後に有馬晴信に仕える。霊名ジョルジュ。
  - 太田市兵衛 - 愛藤寺城城代。
  - 伊藤与左衛門 - 木山城代。関ヶ原のとき開城後切腹。子の四郎兵衛は加藤家に仕えた。
  - 蘆塚忠右衛門 - 家老（中老）。宇土城城代。侍大将。大坂の陣で戦死。
- その他
  - 小西長貞 - 若狭守。名護屋城普請の作事奉行を務めた。関ヶ原の戦いの際、麦島城から宇土城への援軍を率いて向かう途中、加藤軍と交戦、敗走する。後に切腹。
  - 小西清左衛門 - 関ヶ原の戦いに従軍し、戦死。
  - 伊智地文大夫 - 高山右近の妻の妹を娶る（子は4人いる）。天正17年（1589年）11月8日、肥後国人一揆にて天草の志岐で戦死。霊名パウロ。
  - 水野勝成 - 元徳川家臣。徳川大名水野氏祖。知行1千石。
  - 淡輪重政 - 通称・六郎兵衛。姉は豊臣秀次側室。領地が没収された後、小西行長に仕える。大坂の陣に豊臣方として参戦、討死。
  - 南条元宅 - 宇土城防衛戦で奮戦。
  - 竹内吉兵衛 - 紀州攻めで武功を立てて秀吉から陣羽織を賜る。梅北の乱のとき、朝鮮に出陣していた小西行重に代わり麦島城代を務めた。宇土城の戦いでは塩田口を守備。その後、子孫は加藤家を経て細川家に仕える。霊名アンブロジオ。
  - 高松憲重 - 知行1万石。讃岐高松の土豪の出自。文禄の役で先陣を務めて功があり、秀吉から感状を賜った。
  - 阿蘇惟善 - 阿蘇大宮司・阿蘇惟光の弟。肥後国人一揆後、行長に預けられる。慶長の役で行長に従って出陣した。
  - 梯七太夫 - 朝鮮の記録では要時羅。朝鮮出兵では小西行長の命令で工作活動を朝鮮で行う。
  - 瀧重時 - 通称・七右衛門。文禄の役のとき、島津氏に対する小西行長の取次を務める。
  - 皆吉続能 - 通称・久右衛門。娘は小西行長側室。
  - 日比左近 - 鉄砲頭兼奉行役。宇土城防衛戦では塩田口を守備。
  - 嶋津又助 - 宇土城防衛戦で奮戦。
  - 藤井六弥太 - 宇土城の戦いでは、籠城して廻江橋を守り奮戦した。
  - 阿波鳴門之助 - 本名・阿波彦六。もとは竹中重治の家臣。朝鮮の大河で戦死。尼子十勇士のひとりとも。
  - 植木菖蒲ノ介 - 奉行役。宇土城防衛戦では塩田口を守備。
  - 芳賀新五 - 側近、侍大将。関ヶ原の戦いに従軍。加藤吉成とともに敗走するも宇土城を包囲する加藤清正の軍勢に捕らえられ、降伏勧告の使者として宇土城に遣わされた。
  - 松浦久次 - 肥前松浦氏の出という。
  - 竹田五兵衛 - 伊勢出身。のち加藤清正に仕えるも、棄教を拒否して殉教。霊名シモン。
  - 南五郎左衛門 - 大和出身。のち加藤清正に仕えるも、棄教を拒否して殉教。霊名ジョアン。
  - 益田好次 - 祐筆。島原の乱の一揆勢指導者のひとり。霊名ペイトロ。
  - 千束善右衛門 - 供頭、侍大将。関ヶ原に際しては行長の命を受け、有馬・大村・松浦ら九州諸大名へ西軍への参加を要請した。島原の乱の一揆勢指導者のひとり。
  - 森宗意軒 - 通称・三左衛門。朝鮮出兵に従軍。島原の乱の一揆勢指導者のひとり。
  - 駒木根友房 -通称・八兵衛。鉄砲の名手で、水野勝成とも面識があったという。島原の乱の一揆勢指導者のひとり。
  - 蘆塚忠右衛門 - 宇土城代・蘆塚忠右衛門の嫡男。後に有馬晴信に仕える。島原の乱の一揆勢指導者のひとり。
  - 蘆塚忠太夫 - 宇土城城代・蘆塚忠右衛門の子。島原の乱の一揆勢指導者のひとり。
  - 大江源右衛門 - 島原の乱の一揆勢指導者のひとり。
  - 山善左衛門 - 島原の乱の一揆勢指導者のひとり。
  - 三宅次郎右衛門 - 島原の乱の一揆勢指導者のひとり。
  - 宇佐美勝行 - 宇佐美定満の子。民部。元上杉家臣。上杉家を離れて佐々成政、小西行長に仕えた。
  - 後醍院宗重 - 後醍院良任の子。淡路守。佐々成政、小西行長、島津忠恒らに仕えた。
- 与力・国人衆（天草五人衆ほか）
  - 甲斐秋政 - 肥後益城岩尾城主。宇土城の戦いの際、加藤清正に内応し益城の愛藤寺城を攻めるも裏切られ、落ち延びた日向で高橋元種の家臣と交戦し自刃。
  - 天草久種 - 肥後天草河内浦城主。弾正忠。朝鮮出兵・関ヶ原の戦いに従軍。のち小早川秀秋に仕える。霊名ジョアン。
  - 天草種元 - 肥後天草本渡城主。伊豆守。久種の家臣。天草国人一揆で敗死。霊名アンドレア。
  - 大矢野種基 - 肥後天草大矢野城主。民部大輔。朝鮮で戦死。霊名ジャコウベ。
  - 大矢野種量 - 大矢野種基の嫡子。朝鮮で戦死。のち弟・直重は加藤清正、その子孫は細川家に仕える。霊名ジョアン。
  - 栖本鎮通 - 肥後天草栖本城主。兵部大輔。霊名バルトロメウ。
  - 栖本親高 - 下野守。栖本鎮通の嫡子。天草国人一揆ののち嫡子・通隆とともに行長に仕える。霊名ジョアン。
  - 上津浦種直 - 肥後天草上津浦城主。上総介。子孫は加藤家・細川家に仕える。霊名ホクロン。

## 関連作品

### 小説
- 『海将～若き日の小西行長』（白石一郎、新潮社、のち講談社文庫）
- 『鉄の首枷　小西行長伝』（遠藤周作、中央公論社、のち中公文庫、ぶんか社文庫）
- 『宿敵』（遠藤周作、角川書店、のち角川文庫、小学館）
- 『小西行長』（麻倉一矢、光文社文庫）
- 『小西行長　後悔しない生き方』（江宮隆之、PHP文庫）
- 『小西行長』（森本繁、学研M文庫）
- 『高麗秘帖』（荒山徹、祥伝社文庫）

### 漫画
- 『水軍の将 〜小西行長伝〜』（能田達規、秋田書店）

### 映画
- 『関ヶ原』（2017年、演：鈴木壮麻）
- 『ノリャン -死の海-』（2023年、演：イ・ムセン）

### テレビドラマ
- 『黄金の日日』（1978年、NHK大河ドラマ、演：小野寺昭）
- 『関ヶ原』（1981年、TBS、演：川津祐介）
- 『おんな太閤記』（1981年、NHK大河ドラマ、演：佐久間崇）
- 『葵 徳川三代』（2000年、NHK大河ドラマ、演：菅生隆之）
- 『海の司令官 小西行長 ～秀吉が日本を託した男～』（2011年10月30日、テレビ熊本郷土の偉人シリーズ、演：葛山信吾）
- 『どうする家康』（2023年、NHK大河ドラマ、演：池内万作）

### 楽曲
- 『潮風のゆくえ』さくらゆき（2024年、作詞：北織さよ、作曲：眞鍋香我）

### 銅像
- 宇土城本丸跡の公園に小西行長の銅像が建立されている[14]。